# Rue César-Poulain
La rue César-Poulain, anciennement rue Lemoine, est une voie de la commune de Reims, située dans le département de la Marne, en région grand Est. 
Elle fait partie du quartier Centre-ville de Reims.

## Situation et accès
Débutant au boulevard de la Paix, elle aboutit à la rue des Moissons.
La voie est pavée et à sens unique.

## Origine du nom
Elle doit son nom actuel à César Poulain, maire de Reims de 1871 à 1872.

## Historique
Anciennement rue Lemoine en 1882 du nom du donateur du terrain qui permit le percement de la rue, elle est renommée rue Poulain en 1887. Le prénom est ajouté ultérieurement.

## Bâtiments remarquables et lieux de mémoire
- Au n°2 :  Centre régional de documentation pédagogique (CRDP) de l’académie de Reims.
- Au n°4 : Immeuble remarquable de l’architecte Rigaud ordonnancé aux caractères nobles avec des

décors et de délicats bas-reliefs d’inspiration Art Déco.
- Au n°6 : Ancien siège social du Retour à Reims avec une plaque.
- Au n°16 : Hôtel particulier en béton armé avec un mascaron Art Déco[2],
- Hôtel Walbaum-Pillivuyt : ancien hôtel particulier du manufacturier  Alfred Walbaum (1849-1910),

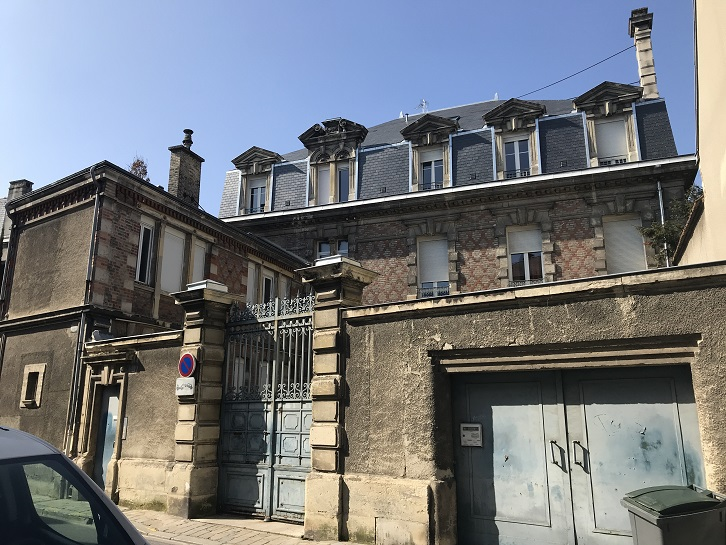
Coté de l’Hôtel Walbaum-Pillivuyt
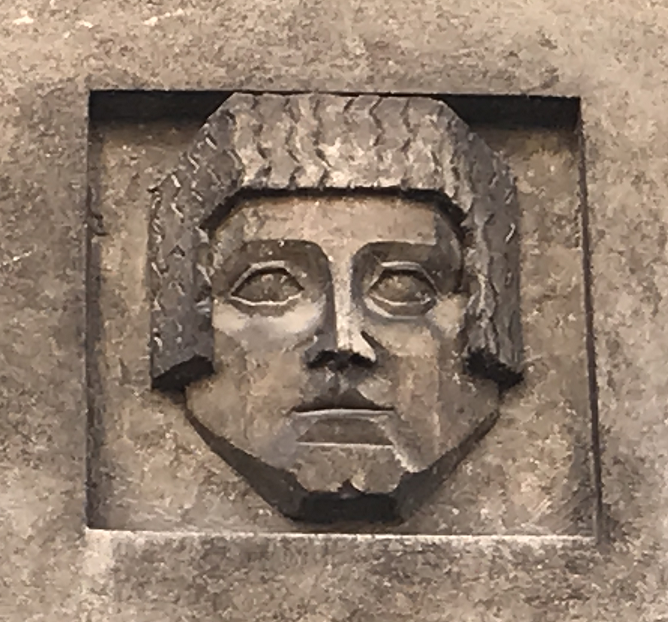
Au n°16 mascaron Art Déco
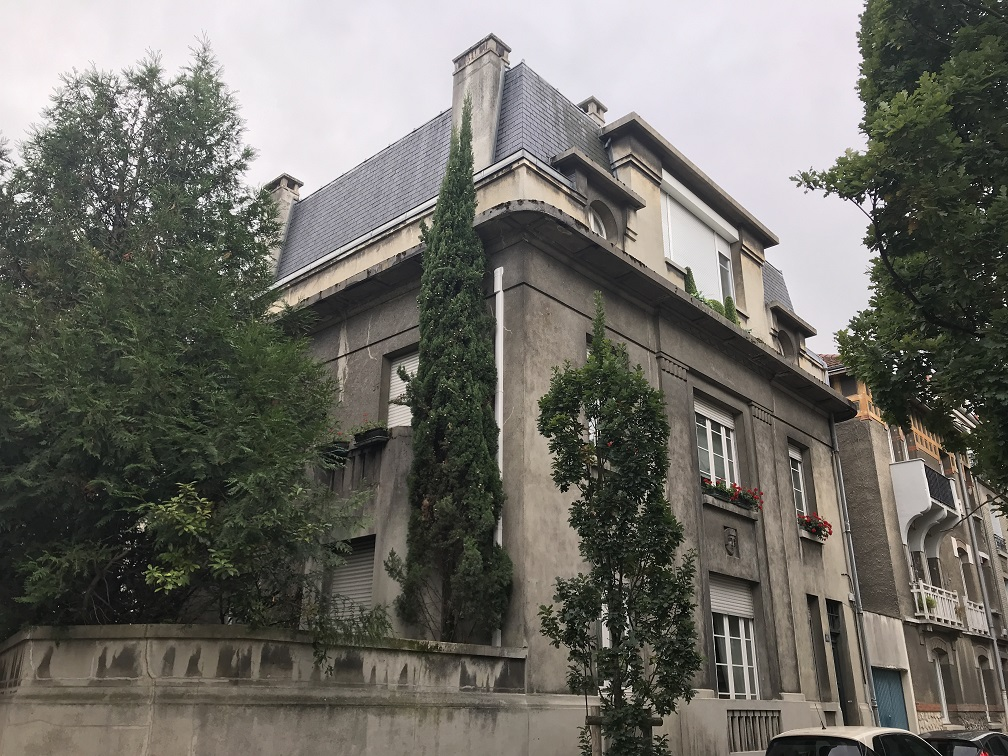
Au n°16 maison Art Déco
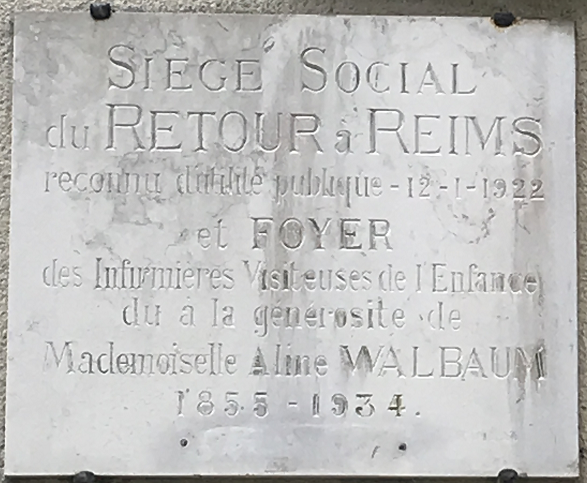
Au n°6 Plaque siège social du Retour à Reims
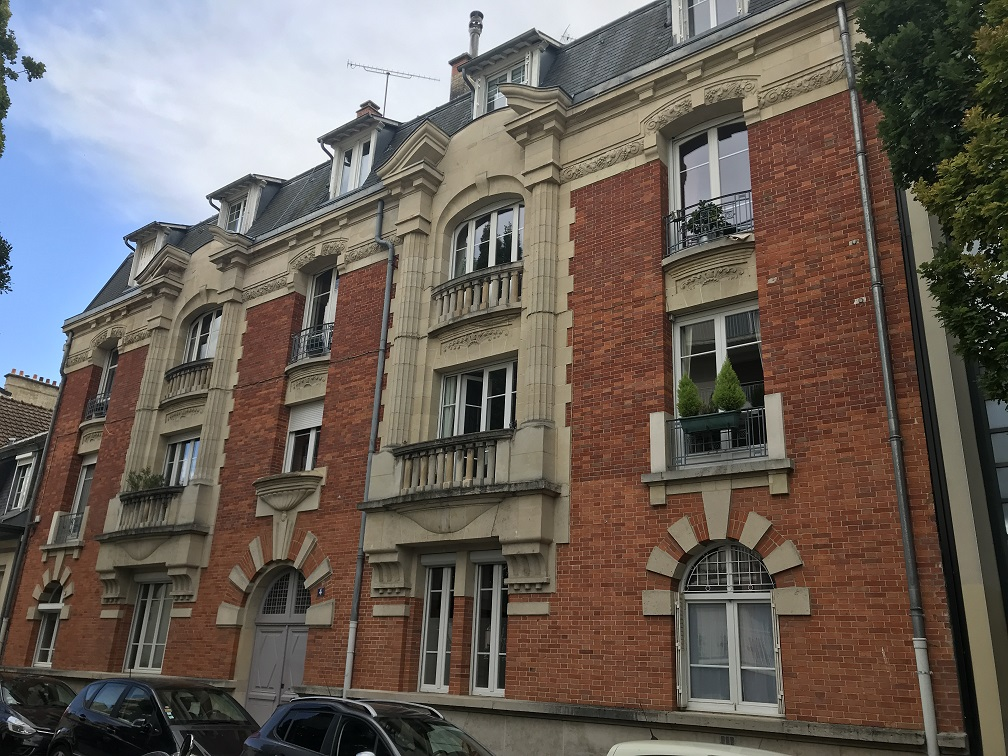
Au n°4
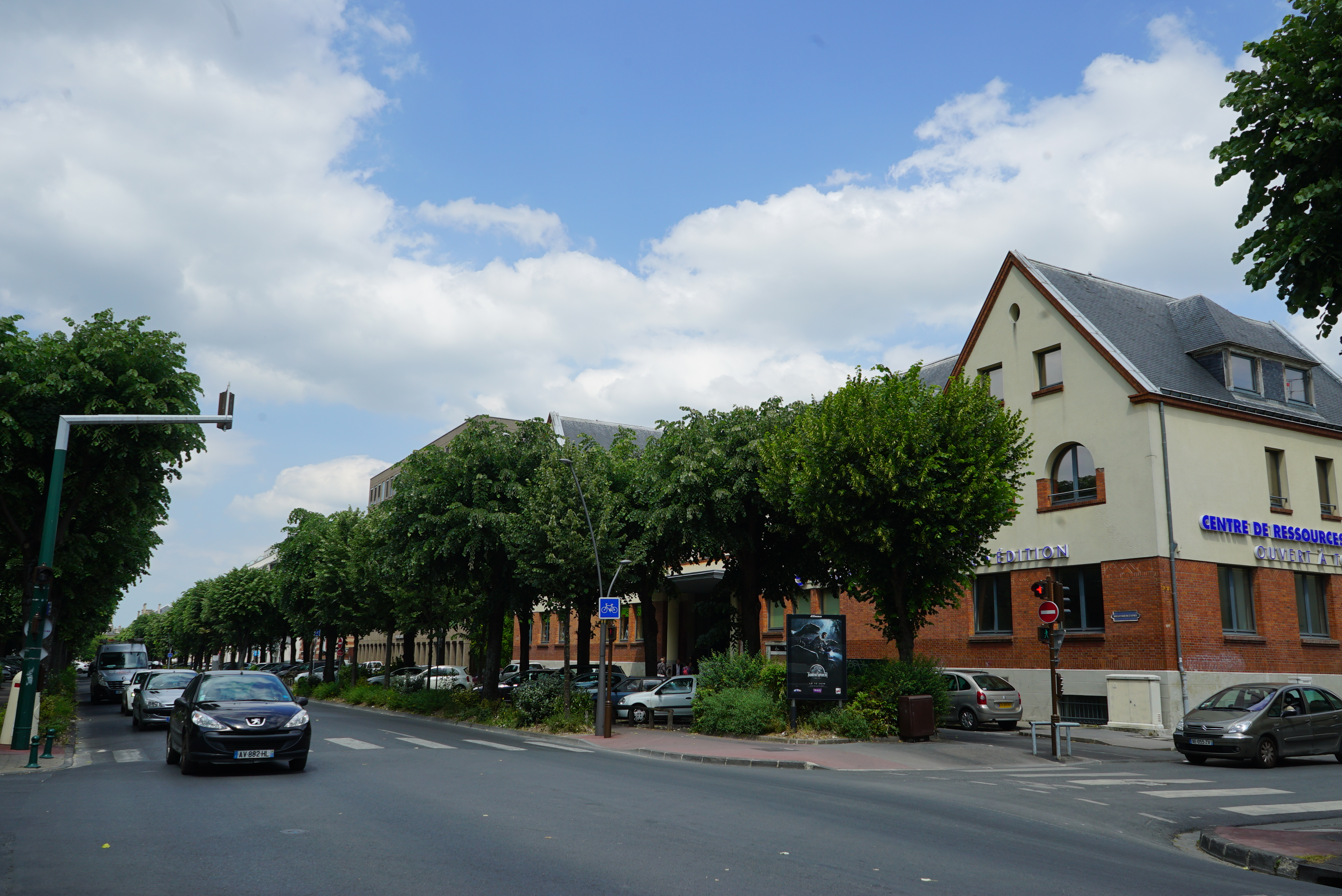
Au n° 2 facade du CRDP